# Ernst Herslow (jurist)
Ernst Johan Adalbert Herslow, född 21 juli 1838 i Karlskrona stadsförsamling, Blekinge län, död 9 februari 1926 i Johannes församling, Stockholm, var en svensk jurist.

## Biografi
Ernst Herslow var son till kyrkoherden i Bösarp Niclas Göran Herslow och Anna Christina Liljeborg samt bror till Carl Herslow.
Herslow blev student vid Lunds universitet 1855, avlade där kansliexamen 1857 och hovrättsexamen 1859, utnämndes till vice häradshövding 1865, till assessor i hovrätten över Skåne och Blekinge 1874 och till revisionssekreterare 1877. Han förordnades 1881 att förvalta byråchefsämbetet för lagärenden i Justitiedepartementet och till ledamot i Nya lagberedningen samt 1886 till ledamot av kommittén för lagstiftning angående förlag åt jordbruksnäringen. Åren 1886–1908 var han justitieråd. Herslow blev juris hedersdoktor vid Lunds universitet 1900.
Han författade åtskilliga skrifter, såsom Om ansvarighet för skada i följd av järnvägs drift (1887), Arbetsgivarens ansvarighet för olycksfall i arbetet. Skadeståndsplikt eller obligatorisk försäkring? (i "Tidsskrift for retsvidenskab", 1891) och Det nya jorddelningsinstitutet, ägostyckning (i "Nytt juridiskt arkiv", avd. II, 1896), samt utgav Utsökningslagen och dithörande författningar med förklaringar, prejudikat, hänvisningar och sakregister (andra upplagan 1903).
Herslow var gift med Josephine Gran från Norge, och far till Carl och Helena Herslow. Ernst Herslow är begravd på Lovö kyrkogård.

## Utmärkelser
- Kommendör med stora korset av Nordstjärneorden, 30 november 1895.[9]